# Aeropuerto de Barra do Garças
Aeropuerto de Barra do Garças (IATA: BPG, OACI: SBBW), es el aeropuerto que da servicio a Barra do Garças, Brasil.

## Aerolíneas y destinos
| Aerolíneas   | Destinos        |
| ------------ | --------------- |
| Azul Conecta | Cuiabá, Goiânia |

## Acceso
El aeropuerto está ubicado a 15 km (9 millas) del centro de Barra do Garças.